# Сарны (Черкасская область)
Са́рны (укр. Сарни) — село в Уманском районе Черкасской области Украины.
Население по переписи 2001 года составляло 658 человек. Почтовый индекс — 19154. Телефонный код — 4746.

## Уроженцы
- Бергельсон, Давид Рафаилович — писатель.
- Ингер, Герш Бенционович — художник.
- Хорол, Двойра Шулимовна (Вера Соломоновна, 1894—1982) — еврейская советская поэтесса (идиш).

## Местный совет
19154, Черкасская обл., Монастырищенский р-н, с. Сарны, ул. Мира, 18